# Mörttjärnen (Grangärde socken, Dalarna, 667355-144725)
Mörttjärnen är en sjö i Ludvika kommun i Dalarna och ingår i Norrströms huvudavrinningsområde. Sjöns area är 0,03 kvadratkilometer och den befinner sig 208 meter över havet.